# Piano (tambor)
El piano es el tambor más grande de registro más grave de la agrupación de tambores que se utilizan en el candombe, es el punto de apoyo y el formador del ritmo de candombe. El piano «llama», «contesta», «rezonga» y «tiene una conversación» con los repiques y con los otros pianos. 
El piano suele improvisar bastante variando de acuerdo a una u otra zona de Montevideo. Por lo general cada agrupación cuenta con un ritmo de piano propio que la identifica.
Los golpes básicos utilizados en la ejecución de este tambor son: Palo y mano golpeando al unísono sobre el parche, sonido seco y tapado. Golpe del palo directo sobre el parche, produciendo sonidos que pueden ser acentuados, abiertos o tapados y el de la mano sin palo directa sobre el parche.